# トヨタアセットマネジメント
トヨタアセットマネジメント株式会社（英: Toyota Asset Management Co.,Ltd.）は、かつて存在した東京都港区に本社を置いていた投資顧問会社である。

## 概要
トヨタ自動車の子会社で、金融関連事業の中間持株会社であるトヨタファイナンシャルサービスとあいおいニッセイ同和損害保険が折半で株式を保有する合弁会社であった。
2012年（平成24年）10月2日に三井住友アセットマネジメント（現・三井住友DSアセットマネジメント）との経営統合を発表。その一環として、同年10月31日にトヨタファイナンシャルサービスが保有していた全株式を三井住友海上火災保険に譲渡。これによりトヨタグループは資産運用事業から撤退し、当社はMS&ADホールディングス傘下の主要損害保険会社2社による合弁会社となった。2013年4月1日付で三井住友アセットマネジメントが当社全株式を取得して完全子会社化、同時に同社を吸収合併して解散した。

## 沿革
- 1990年（平成2年）2月 - 千代田火災海上保険株式会社（現在のあいおいニッセイ同和損害保険）などの出資により、千代田火災投資顧問株式会社として設立。
- 1999年（平成11年）9月 - 千代田火災アセットマネジメント株式会社に商号を変更。
- 2000年（平成12年）
  - 2月 - 名古屋支店を開設。
  - 6月 - トヨタ自動車株式会社より増資を受けトヨタアセットマネジメント株式会社に商号を変更。
- 2007年（平成19年）9月 - 金融商品取引業者（投資運用業、投資助言・代理業、第二種金融商品取引業）として登録。
- 2012年（平成24年）10月 - 三井住友アセットマネジメント（現・三井住友DSアセットマネジメント）との経営統合を発表。トヨタファイナンシャルサービスが保有する当社全株式を三井住友海上火災保険へ譲渡。
- 2013年（平成25年）4月 - 三井住友アセットマネジメントが当社全株式を取得し完全子会社化、同時に吸収合併され解散。

## 事業所
- 本社（東京都港区）
- 名古屋支店（名古屋市西区）